# Arthrocardia
Arthrocardia, maleni rod crvenih algi smješten u potporodicu Corallinoideae, dio porodice Corallinaceae. Postoji deset priznatih vrsta.
Rod je opisan 1842.

## Vrste
1. Arthrocardia anceps (Yendo) H.W.Johansen
2. Arthrocardia carinata (Kützing) H.W.Johansen
3. Arthrocardia corymbosa (Lamarck) Decaisne
4. Arthrocardia duthieae H.W.Johansen
5. Arthrocardia filicula (Lamarck) H.W.Johansen
6. Arthrocardia flabellata (Kützing) Manza
7. Arthrocardia palmata (J.Ellis & Solander) Areschoug
8. Arthrocardia setchellii Manza
9. Arthrocardia variabilis (Harvey) Weber Bosse
10. Arthrocardia wardii (Harvey) Areschoug